# Brodnica
Brodnica é um município da Polônia, na voivodia da Cujávia-Pomerânia e no condado de Brodnica. Estende-se por uma área de 23,15 km², com 28 774 habitantes, segundo os censos de 2019, com uma densidade de 1243 hab/km².